# Romeo Rivers
Romeo Rivers   (Manitoba, 28 de març de 1907 - Winnipeg, 4 de maig de 1986) va ser un jugador d'hoquei sobre gel canadenc que va competir durant les dècades de 1920 i 1930.
Amb el Winnipeg Hockey Club guanyà l'Allan Cup de 1931. El 1932 va prendre part en els Jocs Olímpics de Lake Placid, on guanyà la medalla d'or en la competició d'hoquei sobre gel.
En el seu palmarès també destaca una medalla d'or al Campionat del Món d'hoquei gel de 1935.